# Rivales por accidente
Rivales por accidente é uma telenovela mexicana produzida e exibida pela Azteca em 1997. 
Foi protagonizada por Karen Sentíes, Mayra Rojas e Javier Díaz Dueñas e antagonizada por José Alonso e Regina Torné.

## Sinopse
Rosario é uma mulher trabalhadora e um tanto inocente que mora com sua tia Altagracia, já que seus pais morreram em um acidente de carro quando era criança. Ela tem seu próprio salão de beleza e sua grande esperança é se casar um dia com seu namorado, Edgardo, a quem ela ama profundamente. Mas Edgardo é um homem egoísta e o pior que só explora Rosario. Não satisfeito de que ela o mantenha, ele a engana com sua melhor amiga, Sara.
Cristela é uma menina empreendedora que, em alguns anos, conseguiu ter sucesso como Diretora de Marketing da CIMA Cosmetics, uma importante empresa mexicana de vendas diretas. Apesar de suas conquistas, Cristela se sente sozinha, já que o negócio a distanciou do amor e da família que vive no Yucatán. O único que olha para ele é Vladimiro , o CEO da CIMA, que está obcecado por possuir, mesmo usando sua autoridade dentro da empresa. Ele ainda propõe Cristela para se tornar sua amante e, como ela o rejeita, Vladimiro declara guerra contra ela, contratando a atrativa Pamela em uma posição semelhante à de Cristela. Pamela é uma oportunista que concorda com os desejos de Vladimiro de aproveitar a situação. 
Por outro lado, Jorge acaba de chegar na Cidade do México, vindo de Monterrey, para trabalhar como executivo de conta em uma grande agência de publicidade. Ele está escapando de assédio e domínio de sua mãe, Carolina, um chantagista e uma mulher manipuladora que realmente odeia seu filho, porque ela vê nele a figura de Reynaldo, o marido que a abandonou treze anos antes. Por esta razão, Carolina superprotege Martita, sua filha mais nova, porque espera que ela possa ser feliz ao lado de um homem que a ama. Mãe e filha ficam em Monterrey, esperando a oportunidade de se vingar de Jorge por abandoná-los. 
Por acaso, Cristela e Rosario se conhecem e se tornam grandes amigas. Também por acaso, elas se apaixonam pelo mesmo homem, Jorge, que sofre porque ele ama as duas e tudo o que ele faz é brincar com os sentimentos das duas amigas que, percebendo o jogo de Jorge, se tornam em vez disso, em inimigas e, é claro, em rivais por acidente

## Elenco
- Mayra Rojas como Rosario Real
- Karen Sentíes como Cristela Vargas
- Javier Díaz Dueñas como Daniel Oliva
- José Alonso como Vladimiro Oliva
- Regina Torné como Carolina de Mauleón
- Lorena Meritano como Luz Elena
- Javier Gómez  como Rafel
- María Renee Prudencio como Martita
- Claudia Fernández como Gaby
- Octavio Burgueño como Orlando
- Claudine Sosa como Isabel
- Begoña Palacios como Luisa
- Elisa Aragonés como Fina
- Gabriel Pingarrón como Sergio
- Edmundo Arizpe como Gabriel
- Fidel Garriga como Dr. Segura
- Nerina Ferrer como Valeria
- Rafael de Quevedo como Waldo
- Martha Baumann como Jimena
- Armando Pascual como Roberto
- Guillermo Larrea como Pablo
- Omar Germenos como Horácio
- Wendy de los Cobos como Lia
- Adriana Parra como Camelia